# 芦屋駅 (阪神)

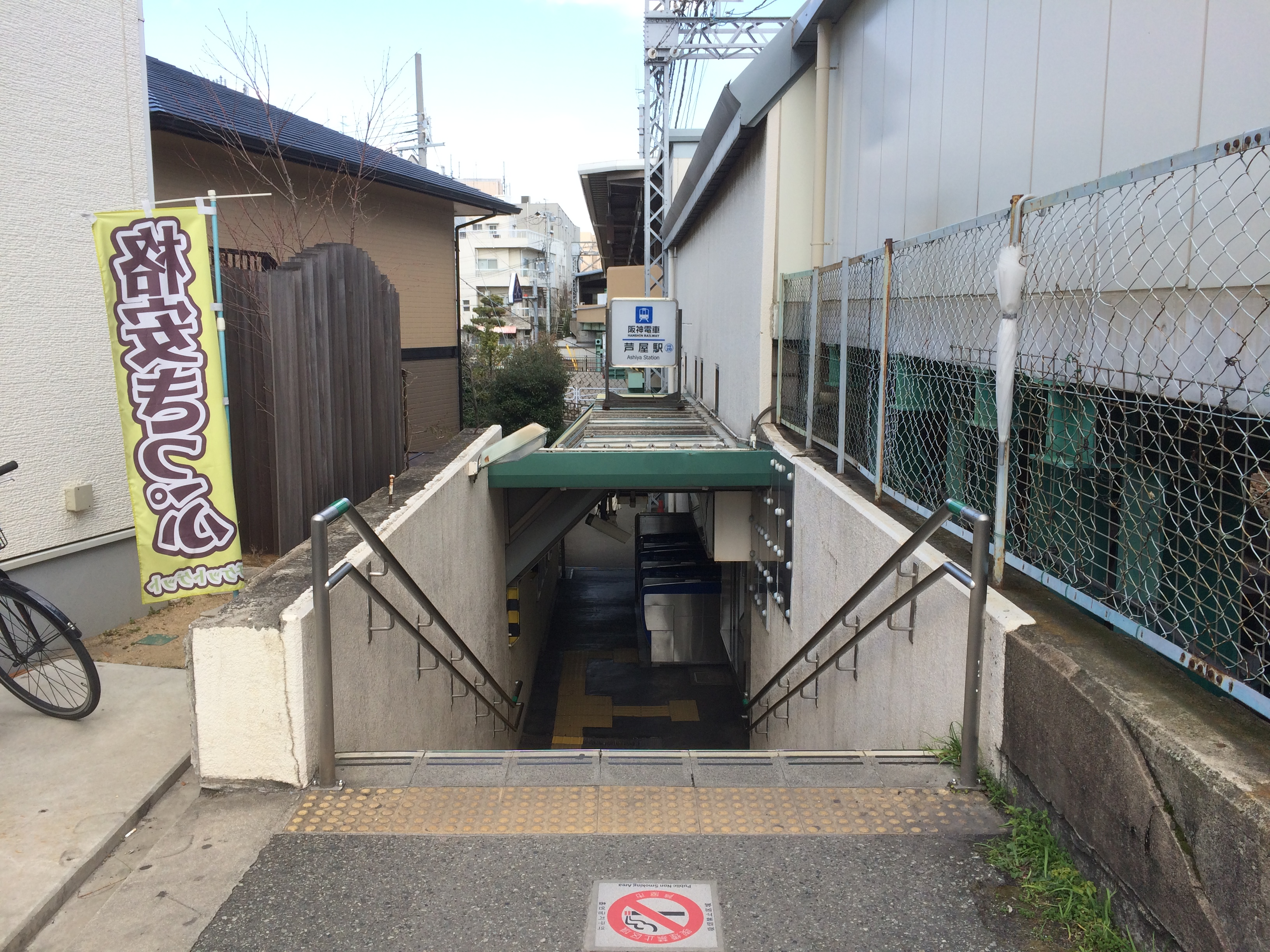
西口（2017年3月）

芦屋駅（あしやえき）は、兵庫県芦屋市公光町（きんみつちょう）にある、阪神電気鉄道本線の駅。駅番号はHS 20。

## 歴史
- 1905年（明治38年）4月12日：阪神本線の開業と同時に開業[2]。
- 1995年（平成7年）
  - 1月17日：阪神・淡路大震災発生により阪神本線運休し、当駅も一時営業中止[3]。
  - 1月26日：甲子園駅 - 青木駅間運転再開により営業再開（同年6月26日に全線復旧）[3]。
- 2009年（平成21年）3月20日：この日から快速急行が停車し、全ての営業列車の停車駅となる[4]。
- 2014年（平成26年）4月1日：駅番号導入[5][6]。
- 2020年（令和2年）3月14日：土休日の快速急行が通過となる[7]。同時に平日朝ラッシュ時上り2本の急行が区間急行に置き換えられる事に伴い、同列車の停車駅となった。
- 2022年（令和4年）12月19日：平日の快速急行の停車が朝ラッシュ時のみとなり、日中以降は快速急行の全列車が通過となる[8]。

## 駅構造
相対式ホーム2面2線を有する地上駅。分岐器や絶対信号機を持たないため、停留所に分類される。駅舎（改札口）は地下化されており、駅の東西2か所にある。また、ホームの中間部は芦屋川の橋梁上にある。
トイレは1番線ホームにある。
2009年3月20日の阪神なんば線開業に伴い、21m級の近鉄車6両編成も停車が可能となるよう、ホームが5mほど西側に延長された。同日のダイヤ改正により、従来通過していた快速急行が停車するようになった結果、全営業列車の停車駅となっていた。
しかし、2020年3月14日のダイヤ改正より土曜・休日に本線でも8両編成の快速急行を運行することになった際、ホーム有効長が130m程度しかなく、かつ駅の東西両端に踏切があるためこれ以上のホーム延伸は困難であることから、同日より快速急行は土休日に限り6両編成で運転される列車も含め通過に変更された。さらに2022年12月17日のダイヤ改正からは、平日も快速急行は夕方以降は8両編成で運転されることとなったため、快速急行の停車は平日朝ラッシュ時のみとなった。さらに、平日昼間の6両編成の快速急行も通過するようになった。この形態は、2022年12月17日のダイヤ改正で昼間毎時2本に削減された快速急行が再び昼間毎時3本に戻った2025年2月22日のダイヤ改正以降も続いている。
上下線ともに駅両端の踏切とホームが上り勾配の頂点にあるため、見通しが悪い。このため、回送も含め当駅を通過する列車は必ず警笛を鳴らす。
朝のラッシュ時間帯は駅東側の踏切で国道2号から国道43号に南北に抜ける自動車による渋滞が起きている。

### のりば
| 番線 | 路線  | 方向 | 行先                               |
| ---- | ----- | ---- | ---------------------------------- |
| 1    | ■本線 | 上り | 尼崎・大阪（梅田）・難波・奈良方面 |
| 2    | ■本線 | 下り | 神戸（三宮）・明石・姫路方面       |

のりば番号はコンコース・ホームのLED式発車標（東芝製）でのみ表示される。以前はホームの発車標に記載はなかったが、阪神なんば線開業時に記載された。また、以前から駅自動放送では番号呼称はされていない。
| ← 大阪梅田方面 | 芦屋駅配線略図 | → 神戸三宮・元町方面 |
| 凡例 出典:     |                |                      |

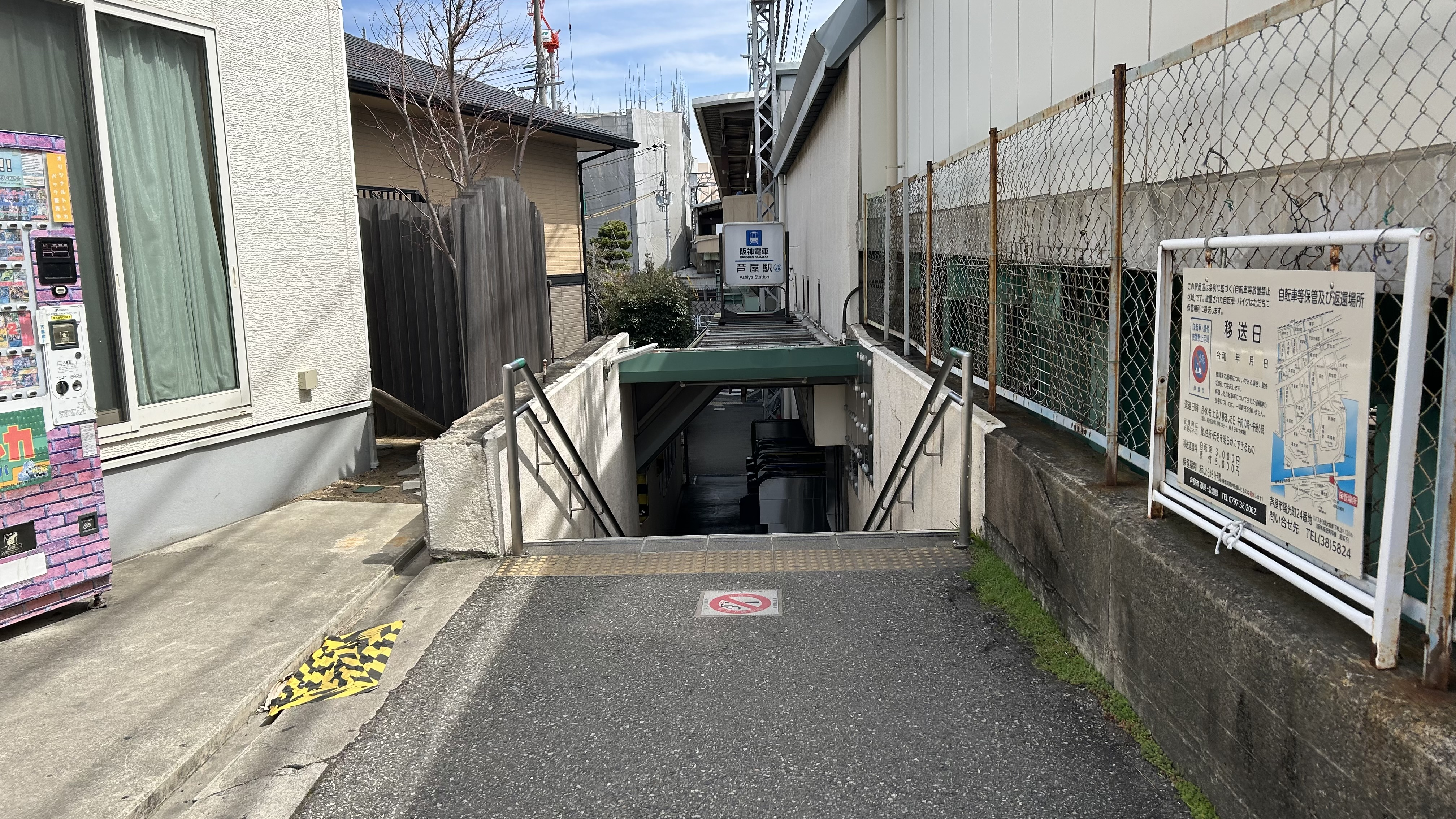
西口
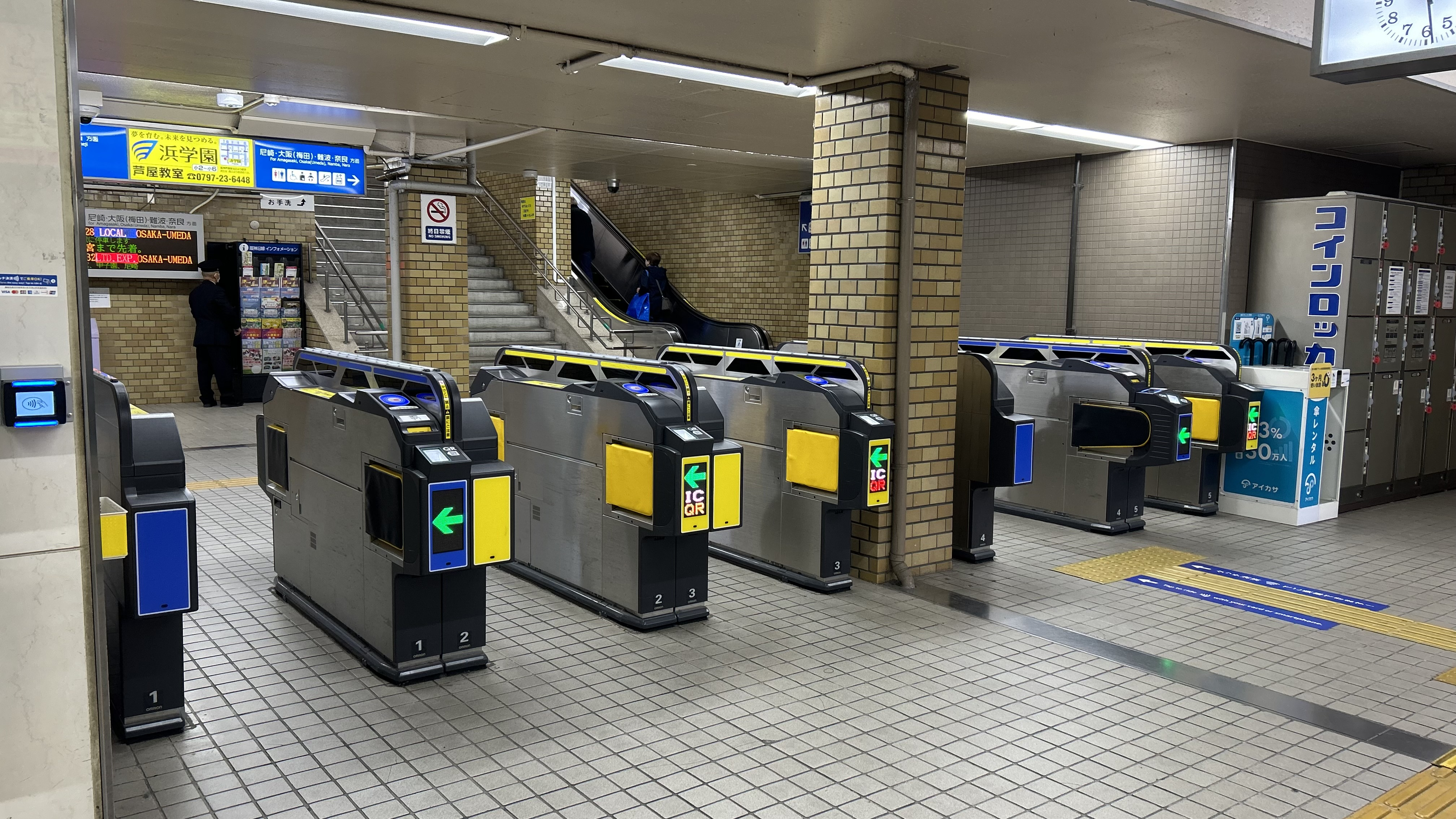
東改札口
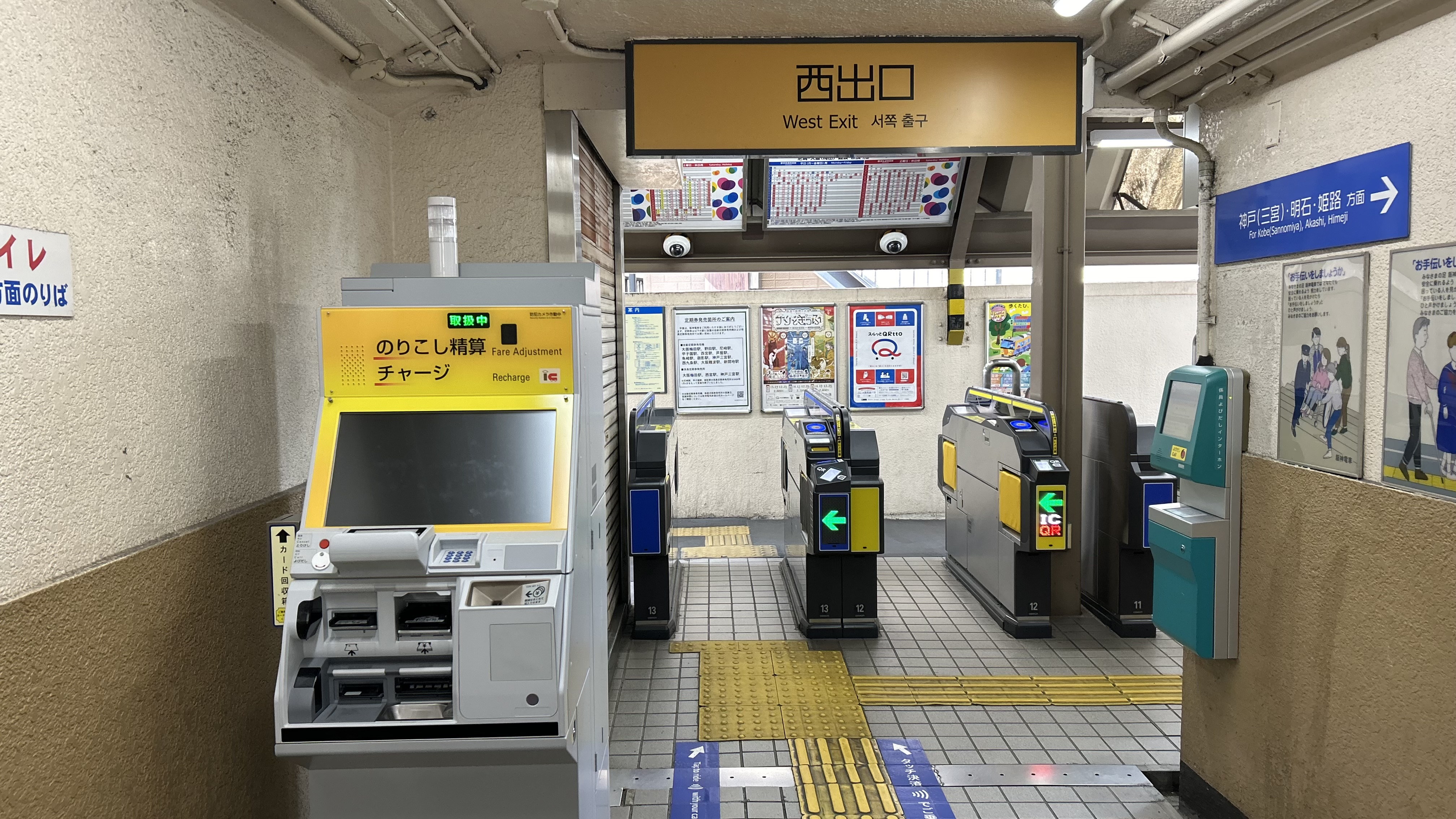
西改札口
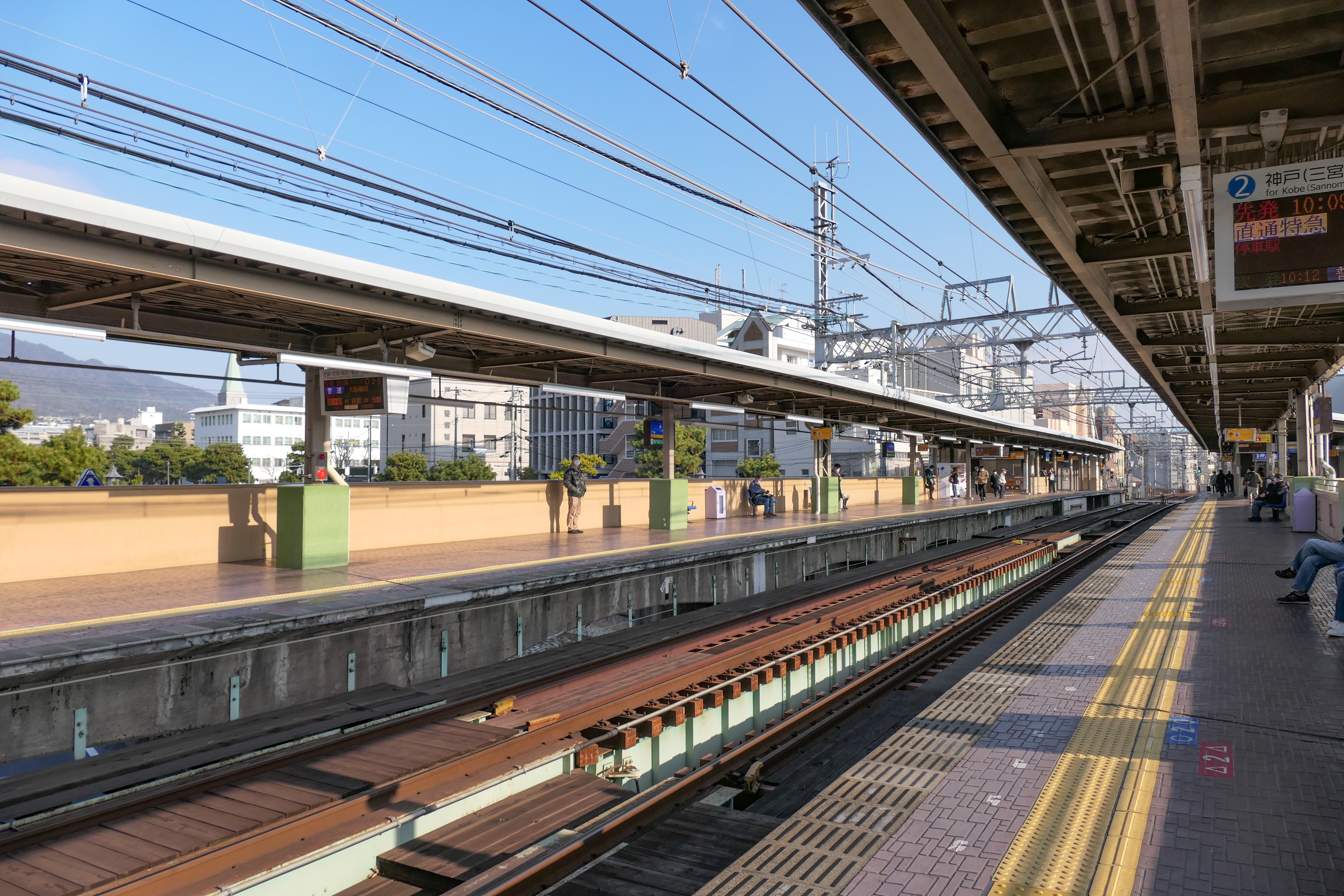
ホーム全景（2021年12月）
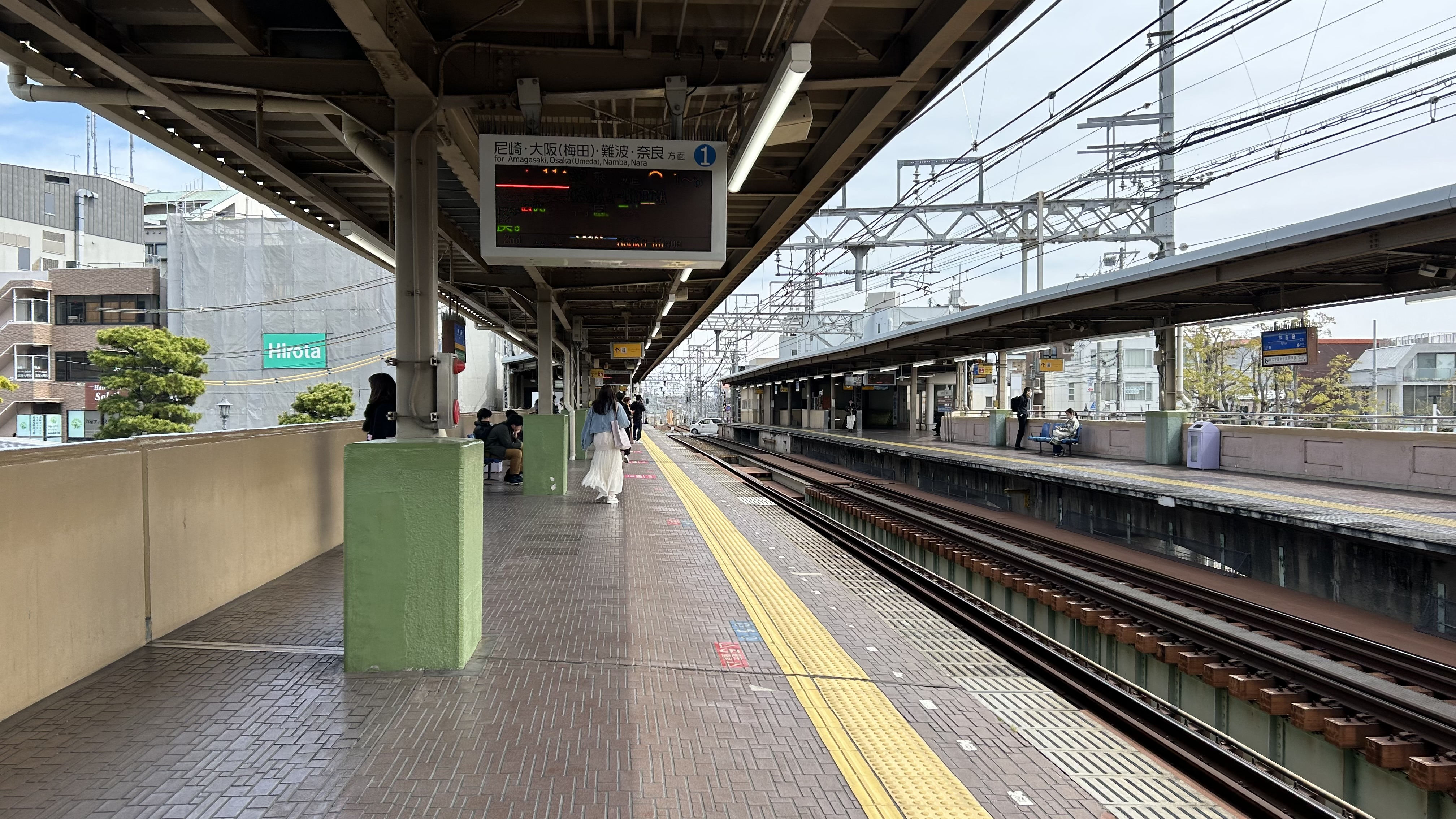
1番線ホーム
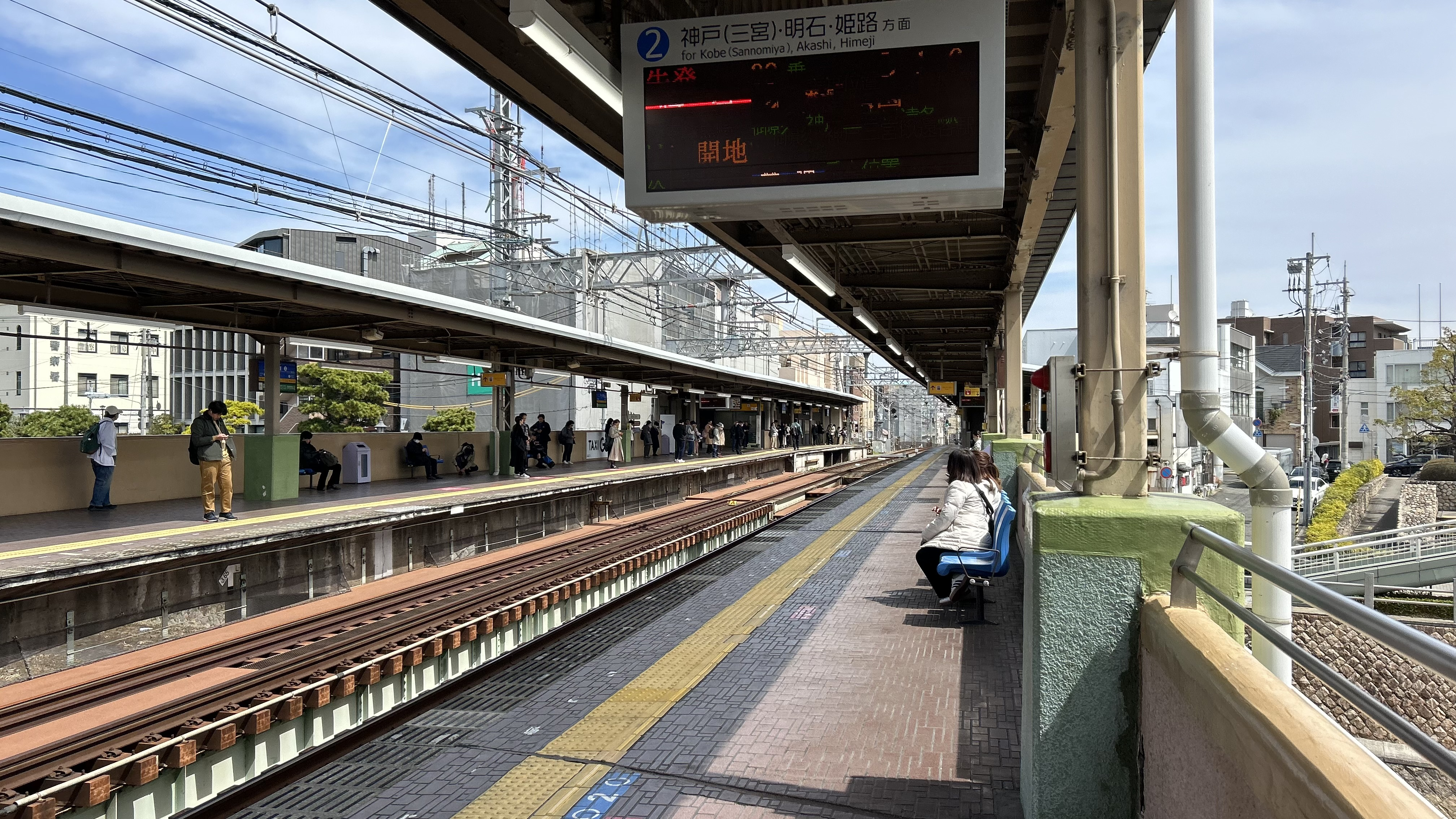
2番線ホーム
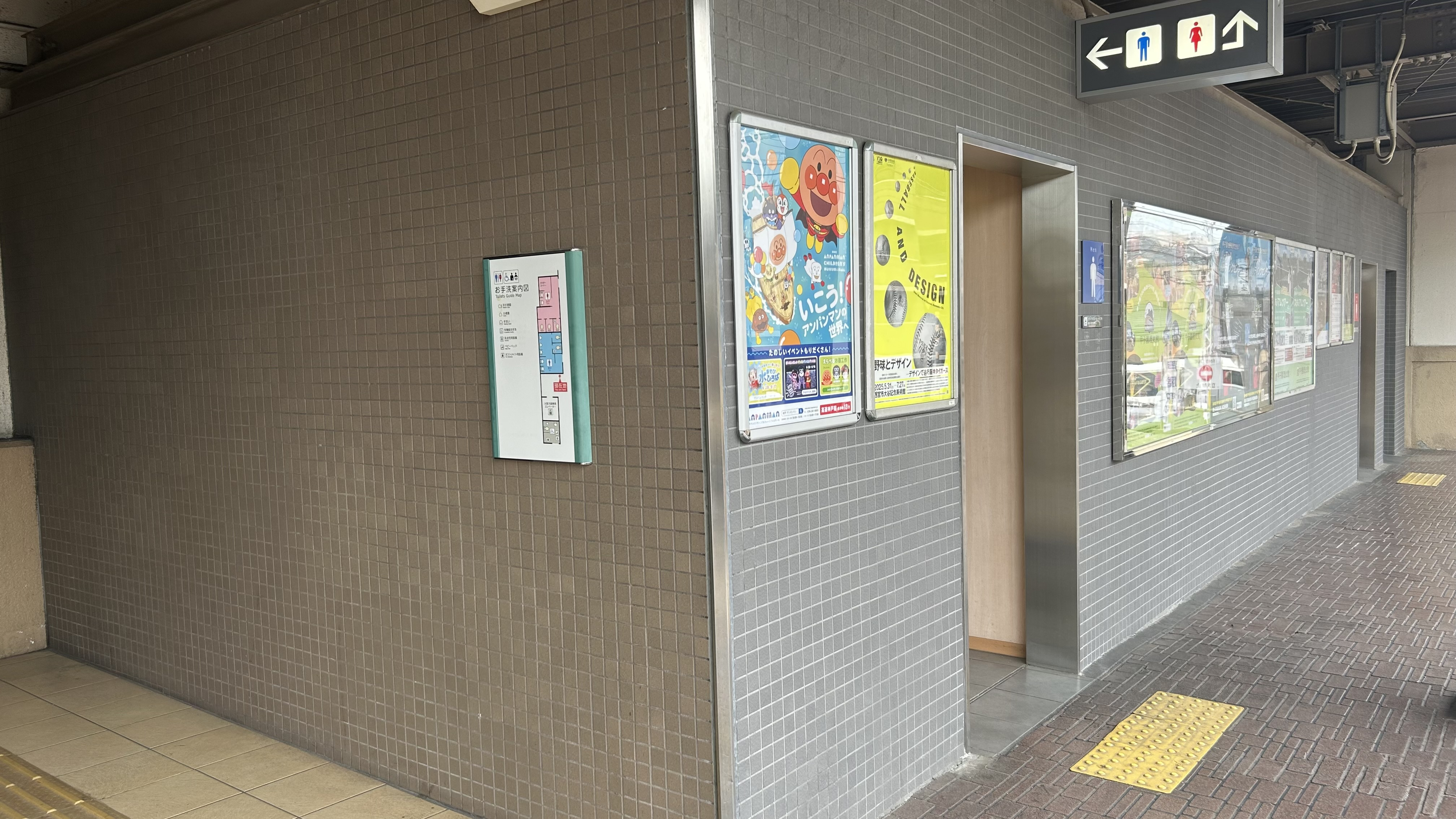
トイレ
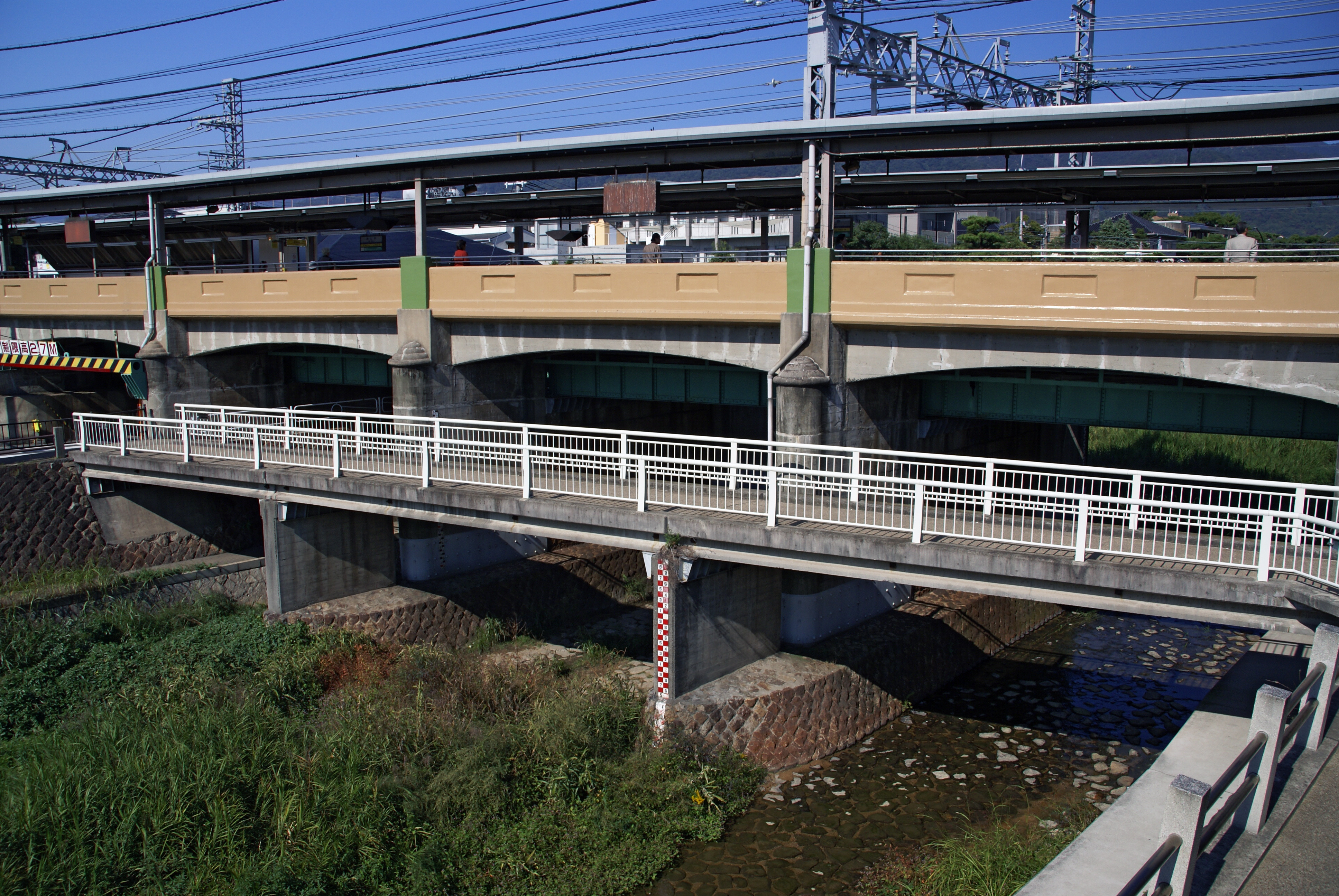
駅の下を流れる芦屋川（2007年10月）
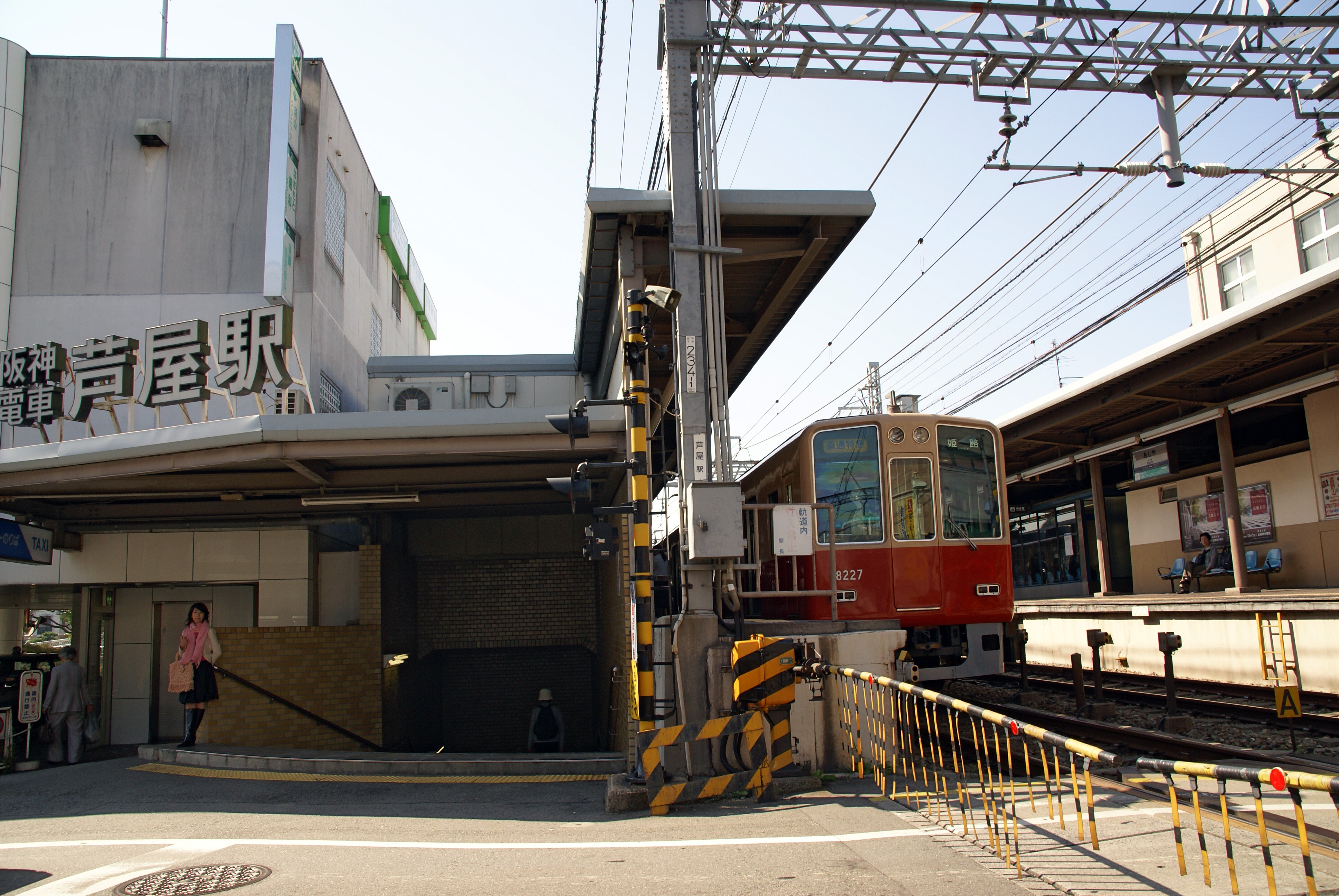
駅名看板撤去前の駅舎（2007年10月）
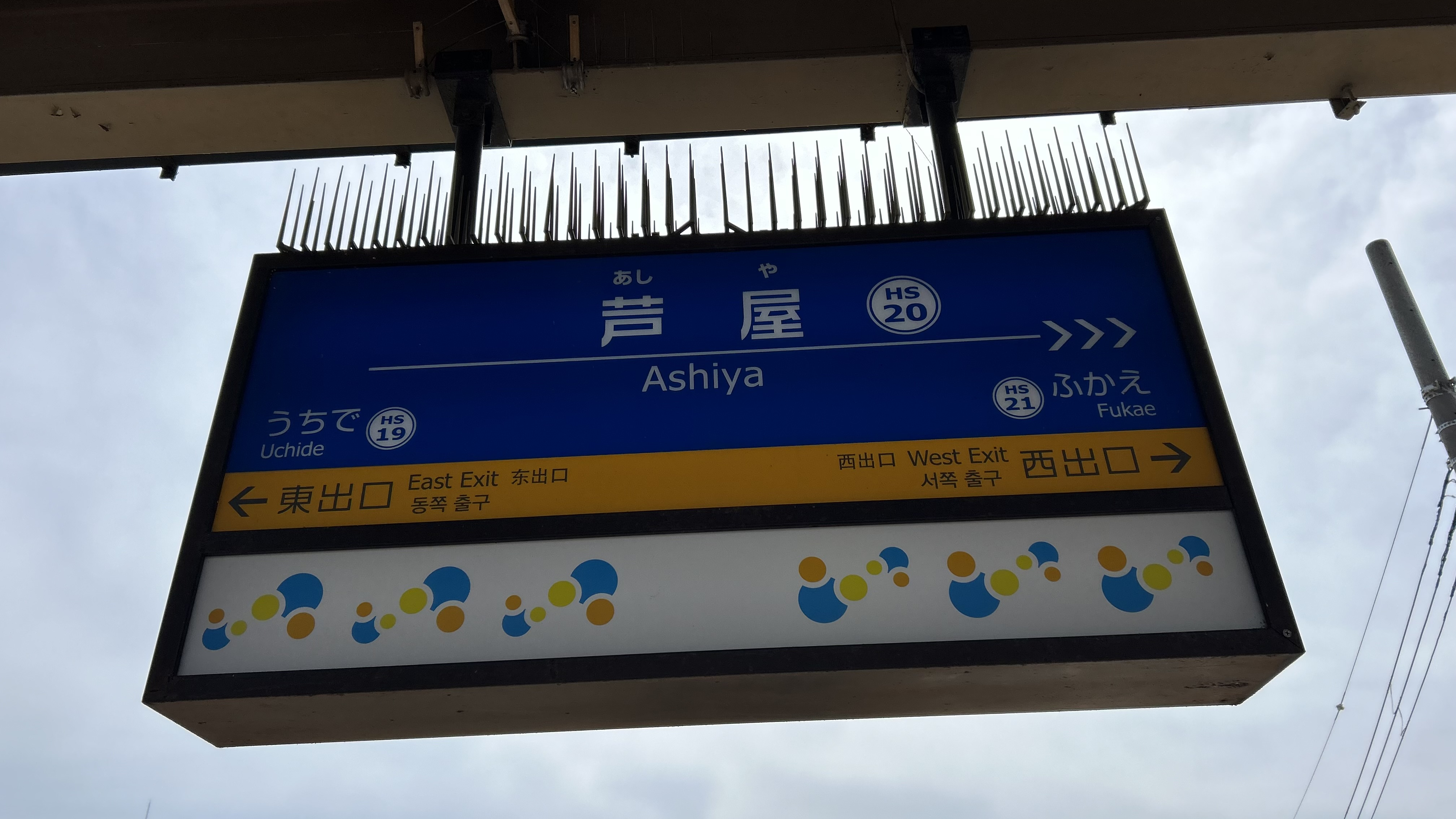
駅名標

## 利用状況
「ハンドブック阪神2024」によると、2023年11月の1日平均乗降人員は27,038人である。市内中心駅であるJR神戸線の芦屋駅の方が利用者が多い。
2020年度、本線33駅中10位（9位＝武庫川駅、11位＝御影駅、西隣：深江駅＝14位、東隣：打出駅＝16位）。
| 年度   | 月間 （11月）    | 年間             | 出典          |
| 年度   | 1日平均 乗降人員 | 1日平均 乗降人員 | 出典          |
| ------ | ---------------- | ---------------- | ------------- |
| 1990年 |                  | 28,519           |               |
| 1992年 |                  | 28,175           |               |
| 1995年 |                  | 24,400           |               |
| 2000年 |                  | 21,815           |               |
| 2001年 | 24,022           | 21,147           | [ 10 ]        |
| 2002年 | 23,869           | 21,128           | [ 11 ]        |
| 2003年 | 23,902           | 21,034           | [ 12 ]        |
| 2004年 | 24,209           | 21,504           | [ 13 ]        |
| 2005年 | 24,530           | 21,755           | [ 14 ]        |
| 2006年 | 25,362           | 22,224           | [ 15 ]        |
| 2007年 | 24,728           | 22,076           | [ 16 ]        |
| 2008年 | 24,919           | 22,137           | [ 17 ]        |
| 2009年 | 25,811           | 22,789           | [ 18 ]        |
| 2010年 | 25,926           | 22,271           | [ 19 ]        |
| 2011年 | 26,781           | 23,000           | [ 20 ] [ 21 ] |
| 2012年 |                  | 22,844           | [ 22 ]        |
| 2013年 |                  | 22,983           | [ 23 ]        |
| 2014年 | 26,870           | 22,792           | [ 24 ] [ 25 ] |
| 2015年 | 27,452           | 23,358           | [ 26 ] [ 27 ] |
| 2016年 | 27,993           | 23,839           | [ 28 ] [ 29 ] |
| 2017年 | 28,275           | 24,252           | [ 30 ] [ 31 ] |
| 2018年 | 29,227           | 24,844           | [ 32 ] [ 33 ] |
| 2019年 | 29,542           | 25,170           | [ 34 ] [ 35 ] |
| 2020年 | 25,103           | 22,057           | [ 36 ] [ 37 ] |
| 2021年 |                  | 22,099           | [ 37 ]        |
| 2022年 |                  | 22,637           | [ 37 ]        |
| 2023年 | 27,038           |                  | [ 38 ]        |

## 駅周辺
高級住宅街の代名詞として知られる芦屋だけに、当駅周辺にも大規模な邸宅建築が多い。特に芦屋川に沿った両岸は、河口から高台にある重要文化財の旧山邑家住宅（フランク・ロイド・ライト）設計まで、谷崎潤一郎の傑作『細雪』の作品世界さながらの景観である。一方、臨海部には関西の超高層マンションの先駆けである芦屋浜シーサイドタウンがあり、邸宅街とのコントラストが印象的である。
芦屋市の商業機能の中心としては、芦屋大丸（モンテメール）やショップ街が入居する駅ビルや、バスターミナル等が整備されているJR芦屋駅周辺ではあるが、芦屋市行政の中心となる芦屋市役所庁舎は芦屋川沿いの当駅南側すぐであり、芦屋警察署も北側近くに所在する。
- タクシー乗り場（阪神タクシー専用）
- 芦屋市役所[2]
- 芦屋市民センター
  - 芦屋市民会館（ルナ・ホール）
  - 芦屋市立公民館
  - 芦屋市老人福祉会館
- 芦屋市消防本部
- 芦屋警察署[2]
- 芦屋保健所
- 芦屋税務署
- 芦屋郵便局
- 芦屋公光郵便局
- 芦屋清水郵便局
- 芦屋伊勢郵便局
- 芦屋市立精道小学校
- 芦屋市立体育館・青少年センター
- 芦屋市保健福祉センター・木口記念会館
- 芦屋市谷崎潤一郎記念館
- 芦屋市立美術博物館
- 芦屋市立図書館
- 芦屋仏教会館
- カトリック芦屋教会
- 虚子記念文学館
- 深江文化村（冨永家住宅主屋、古澤家住宅、ベーカー邸）
- 芦屋公園
- 芦屋中央公園
- 三井住友銀行芦屋支店（旧・さくら銀行店舗）
- アンリ・シャルパンティエ 本店
- ビゴの店 本店

### 発着バス路線
- 阪急バス
  - 1番のりば（駅南側の歩道橋直結）
    - 阪急芦屋川・JR芦屋・芦屋病院前・阪急夙川・苦楽園・岩園町・JR芦屋南口・呉川町方面
    - JR芦屋・阪急芦屋川・山手町・東おたふく山登山口・奥池・芦屋ハイランド方面

  - 2番のりば（1番のりば反対側）
    - 中央公園前・緑町・潮見町・若葉町・シーサイドセンター・芦屋浜営業所前・新浜町方面
    - 芦屋市総合公園前・浜風大橋南・涼風町東方面

  - 4番のりば（駅北側・芦屋警察署付近）
    - 2024年4月1日のダイヤ改正でおりばに変更

2009年4月1日から、阪神バスが阪神尼崎行きの路線バスの運行を開始したが、2022年12月18日ダイヤ改正により廃止された。4番のりばに発着していた。

## その他
- 第2回近畿の駅百選に選定されている。

## 隣の駅
阪神電気鉄道
本線
■直通特急・■特急・■快速急行（平日朝ラッシュ時）・■急行（下りのみ）
西宮駅 (HS 17) - 芦屋駅 (HS 20) - 魚崎駅 (HS 23)
■快速急行（平日日中以降・土休日）
通過
■区間急行
西宮駅 (HS 17) ← 芦屋駅 (HS 20) ← 青木駅 (HS 22)
■区間特急（大阪梅田行きのみ運転）・■普通
打出駅 (HS 19) - 芦屋駅 (HS 20) - 深江駅 (HS 21)